# Залесе (Клодзький повіт)
Залесе (пол. Zalesie, нім. Spätenwalde) — село в Польщі, у гміні Бистшиця-Клодзька Клодзького повіту Нижньосілезького воєводства.
Населення — 53 особи (2011).
У 1975-1998 роках село належало до Валбжиського воєводства.

## Демографія
Демографічна структура станом на 31 березня 2011 року:
|          | Загалом | Допрацездатний вік | Працездатний вік | Постпрацездатний вік |
| -------- | ------- | ------------------ | ---------------- | -------------------- |
| Чоловіки | 26      | 4                  | 18               | 4                    |
| Жінки    | 27      | 2                  | 16               | 9                    |
| Разом    | 53      | 6                  | 34               | 13                   |